# Tibouchina pentamera
Tibouchina pentamera är en tvåhjärtbladig växtart som först beskrevs av Ernst Heinrich Georg Ule, och fick sitt nu gällande namn av James Francis Macbride. Tibouchina pentamera ingår i släktet Tibouchina och familjen Melastomataceae. Inga underarter finns listade i Catalogue of Life.